# الغواصة الألمانية يو-3023
غواصة يو-3023 غواصة يو بوت ألمانية من الفئة الواحدة والعشرون بنيت لسلاح بحرية ألمانيا النازية كريغسمارينه، في أحواض إيه جي فيزر في بريمن خلال الحرب العالمية الثانية.